# Grevillea levis
Grevillea levis är en tvåhjärtbladig växtart som beskrevs av P.M. Olde & N.R. Marriott. Grevillea levis ingår i släktet Grevillea och familjen Proteaceae. Inga underarter finns listade i Catalogue of Life.